# Бровченко, Юрий Анатольевич
Ю́рий Анато́льевич Бро́вченко (укр. Юрій Анатолійович Бровченко; род. 25 января 1988, Чернигов) — украинский футболист, полузащитник

## Биография

### Клубная карьера
Воспитанник: ФК «Каскад» из города Славутич. Первый тренер — А. М. Салей. С 2004 года по 2007 год выступал за дубль днепропетровского «Днепра». В 2008 году был куплен минским «Динамо». В том же году был отдан в аренду клубу «Савит» (Могилёв). В белорусском чемпионате провел 28 официальных матчей, а в кубке 7 игр, становился серебряным призёром чемпионата и полуфиналистом национального кубка. Затем выступал в Первой лиге Украины за иванофранковское «Прикарпатье», «Крымтелицу» и «Буковину», в составе последней провел большинство матчей, а всего в течение 2010—2012 года сыграл 50 официальных игр. Зимой 2013 года перешёл в «Александрия». В команде взял 9 номер. В сезоне 2012/13 он вместе с командой стал бронзовым призёром Первой лиги Украины, клуб уступил лишь алчевской «Стали» и «Севастополю». Бровченко принял участие в 10 играх.
В начале 2014 года перешёл в киевский клуб «Оболонь-Бровар», где вместе с командой стал вице-чемпионом второй лиги Украины. В киевской команде также выступал под 9 номером. Зимой 2015 года перешёл в донецкий «Олимпик», где провел совсем недолго времени и сыграл только несколько игр и после завершения сезона клуб не стал продлевать контракт с футболистом. Карьеру продолжил в «Оболони-Бровар», где тоже вместе с командой стал бронзовым призёром второго по рангу дивизиона Украины. Летом 2017 присоединился к составу новосозданного «СК Днепр-1». Вместе с командой за два проведенных сезона дважды выходил в полуфинал Кубка Украины, также становился призёром второй лиги и победителем первой украинской лиги.
С июля 2019 вновь выступает за киевский клуб: «Оболонь-Бровар».

### Карьера в сборной
Выступал за юношеские сборные Украины до 17 и до 19 лет. Принимал участие в различных отборочных соревнованиях к чемпионату Европы, в течение 2004—2006 годов в футболке юношеских сборных Украины провел 30 официальных матчей.

## Достижения
- Серебряный призёр чемпионата Белоруссии: 2008
- Победитель Первой лиги Украины: 2018/19
- Бронзовый призёр Первой лиги Украины (2): 2012/13, 2015/16
- Серебряный призёр Второй лиги Украины (2): 2014/15, 2017/18